# Vadim Zadoinov
Vadim Zadoinov (* 24. Mai 1969 in Kischinjow, MSSR, Sowjetunion als Wadim Wassiljewitsch Sadoinow; russisch Вадим Васильевич Задойнов) ist ein ehemaliger moldauischer Hürdenläufer, der sich auf die 400-Meter-Distanz spezialisiert hat.

## Sportliche Laufbahn
Erste internationale Erfahrungen sammelte Vadim Zadoinov im Jahr 1987, als er bei den Junioreneuropameisterschaften in Thessaloniki mit der sowjetischen 4-mal-400-Meter-Staffel in 3:09,55 min die Bronzemedaille gewann. Im Jahr darauf gewann er bei den Juniorenweltmeisterschaften in Greater Sudbury in 50,88 s die Bronzemedaille über 400 m Hürden. 1990 belegte er bei den Goodwill Games in Seattle in 50,48 s den siebten Platz im Hürdenlauf und anschließend wurde er bei den Europameisterschaften in Split mit neuem Landesrekord von 48,61 s Vierter über 400 m Hürden. Zudem gelangte er im Staffelbewerb mit 3:04,17 min auf Rang acht. 1992 nahm er für das Vereinte Team über 400 m Hürden an den Olympischen Sommerspielen in Barcelona teil und schied dort mit 51,21 s in der ersten Runde aus. Im Jahr darauf kam er bei den Weltmeisterschaften in Stuttgart mit 50,24 s für die Republik Moldau startend nicht über die Vorrunde über 400 m Hürden hinaus. 1994 gelangte er bei den Goodwill Games in St. Petersburg mit 49,83 s auf den fünften Platz und anschließend belegte er bei den Europameisterschaften in Helsinki in 49,50 s den siebten Platz. Im Jahr darauf schied sie bei den Weltmeisterschaften in Göteborg mit 50,24 s in der ersten Runde aus, ehe er bei der Sommer-Universiade in Fukuoka mit 49,96 s ebenfalls nicht über den Vorlauf hinauskam. 1996 entschied er bei den Halleneuropameisterschaften in Stockholm in 47,06 s das B-Finale im 400-Meter-Lauf für sich und kam im Vorlauf über 200 Meter nicht ins Ziel. Im Juli nahm er über 400 m Hürden erneut an den Olympischen Sommerspielen in Atlanta teil und schied dort mit 49,73 s in der ersten Runde aus.
1997 schied er bei den Hallenweltmeisterschaften in Paris mit 48,18 s in der Vorrunde im 400-Meter-Lauf aus und zuvor gewann er bei den Balkan-Hallenmeisterschaften in Piräus in 48,45 s die Bronzemedaille hinter Slobodan Branković aus Jugoslawien und Zwetomir Marinow aus Bulgarien. Im August schied er bei den Freiluft-Weltmeisterschaften in Athen mit 50,07 s im Halbfinale über 400 m Hürden aus. Daraufhin belegte er bei den Studentenweltspielen in Catania in 50,02 s den sechsten Platz. Im Jahr darauf siegte er in 50,31 s bei den Balkanspielen in Belgrad, ehe er bei den Europameisterschaften in Budapest mit 49,10 s auf den fünften Platz gelangte. 1999 kam er bei den Weltmeisterschaften in Sevilla mit 50,14 s nicht über den Vorlauf über 400 m Hürden hinaus und im Jahr darauf schied er bei den Olympischen Sommerspielen in Sydney mit 51,08 s in der ersten Runde aus. Bis 2004 war er bei nationalen Wettkämpfen in Spanien aktiv, ehe er seine Karriere als Leichtathlet im Alter von 35 Jahren beendete.
1992 wurde Zadoinov sowjetischer Meister im 400-Meter-Hürdenlauf und 1996 wurde er moldauischer Meister im 400-Meter-Hürdenlauf.

## Persönliches
Vadim Zadoinov ist mit der Hoch- und Dreispringerin Olga Bolșova verheiratet. Die gemeinsame Tochter Aliona Bolsova (* 1997) ist als Tennisspielerin erfolgreich. Zu Beginn der 2000er Jahre wanderte die Familie ins spanische Palafrugell aus.

## Persönliche Bestleistungen
- 400 Meter: 48,33 s, 27. Juni 2001 in Igualada
  - 400 Meter (Halle): 47,09 s, 10. März 1996 in Stockholm (moldauischer Rekord)
- 400 m Hürden: 48,61 s, 29. August 1990 in Split (moldauischer Rekord)